# Eugène Siberdt

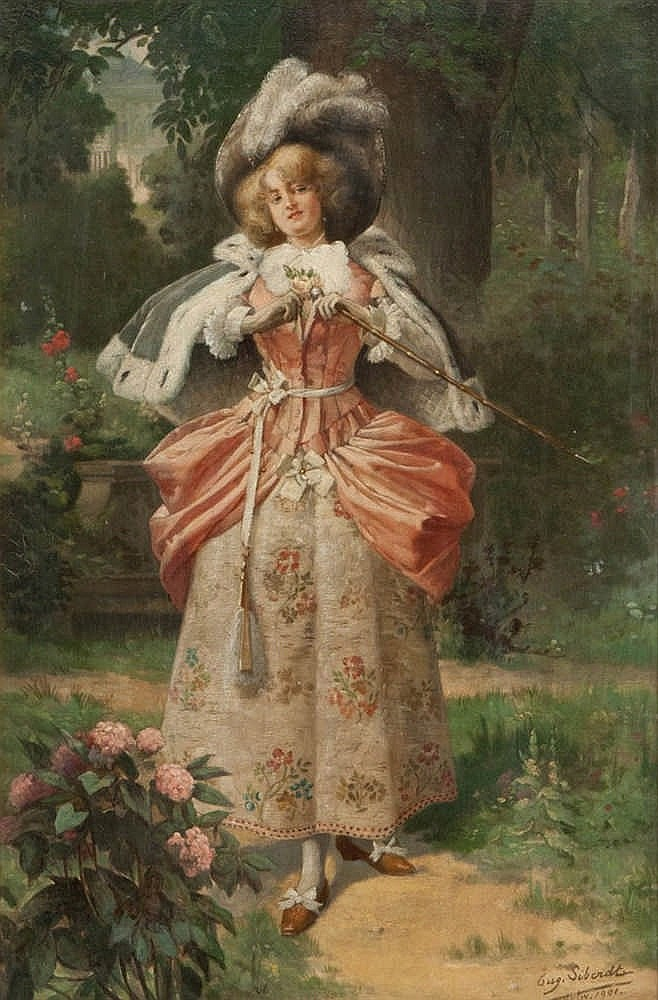
Dame im Park

Eugène Siberdt (* 21. April 1851 in Antwerpen; † 6. Januar 1931 ebenda) war ein belgischer Genre-, Historien- und Orientmaler.
Siberdt studierte an der Académie royale des beaux-arts d’Anvers bei Nicaise de Keyser, Edward Dujardin (1817–1879) und Polydore Beaufaux (1829–1905).
1873 besuchte er Paris und Den Haag. Ab 1874 stellte Siberdt seine Werke auf den wichtigsten belgischen Kunstsalons aus.
Siberdt wurde 1883 zum Professor an der Akademie von Antwerpen ernannt. Am 18. Januar 1886 begann Vincent van Gogh, Zeichenunterricht an Gipsmodellen an der Akademie von Antwerpen zu besuchen. Van Gogh gerät aufgrund seines unkonventionellen Malstils schnell in Konflikt mit den Professoren, darunter auch mit Eugène Siberdt, und verließ die Akademie.
Als typischer Vertreter der akademischen Tradition der Akademie von Antwerpen malte Siberdt sentimentale Genreszenen und Ereignisse der glorreichen nationalen Geschichte des 16. und 17. Jahrhunderts. Siberdt schuf auch historische Gemälde mit biblischen Themen und viele orientalistische Kompositionen.